# Landkreis Warschau

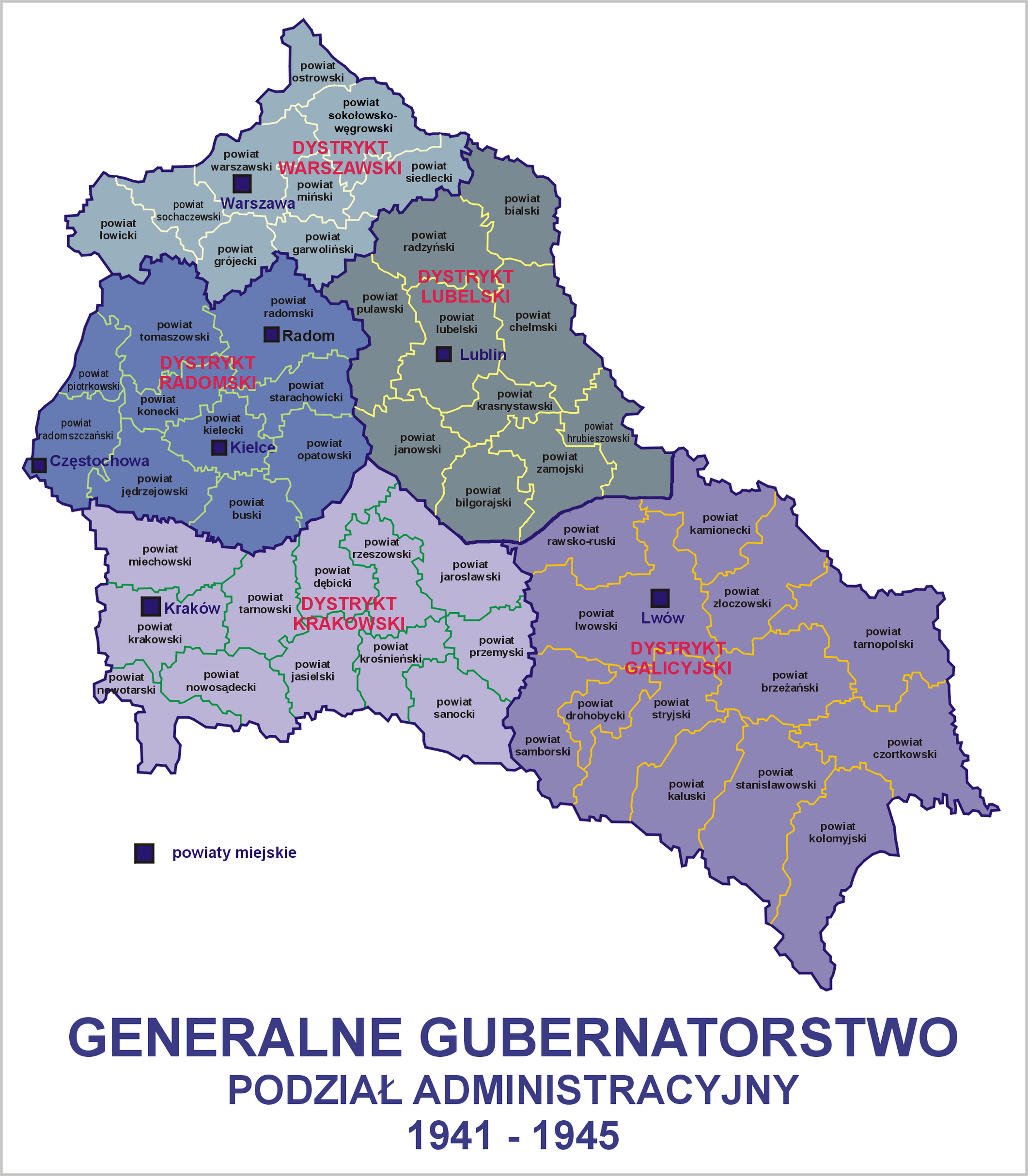
Powiat Warschau-Land na mapie Generalnego Gubernatorstwa

Powiat Warschau-Land (niem. Landkreis Warschau, Kreishauptmannschaft Warschau-Land, pol. powiat warszawski ziemski ) – jednostka administracyjna samorządu terytorialnego dystryktu warszawskiego w Generalnym Gubernatorstwie.
Powiat ziemski warszawski niemieckich władz okupacyjnych funkcjonował od 26 października 1939 do stycznia 1945. Siedzibą władz powiatu oraz starostwa była Warszawa, która sama stanowiła miasto wydzielone (powiat grodzki), tzw. Kreisfreie Stadt (Stadtkreis).